# 피블의 모험 3
《피블의 모험 3》(영어: An American Tail: The Treasure of Manhattan Island)는 2000년 개봉된 미국의 애니메이션 영화이다.